# San Martín, San Pedro Amuzgos
San Martín är en ort i Mexiko.   Den ligger i kommunen San Pedro Amuzgos och delstaten Oaxaca, i den sydöstra delen av landet, 300 km söder om huvudstaden Mexico City. San Martín ligger 421 meter över havet och antalet invånare är 282.
Terrängen runt San Martín är huvudsakligen kuperad, men den allra närmaste omgivningen är platt. Runt San Martín är det ganska glesbefolkat, med 38 invånare per kvadratkilometer. Närmaste större samhälle är San Pedro Amuzgos, 3,8 km sydost om San Martín. Omgivningarna runt San Martín är en mosaik av jordbruksmark och naturlig växtlighet.